# Ahmad Al-Fahad Al-Sabah
El Sheikh Ahmad Al-Fahad Al-Sabah (أحمد الفهد الأحمد الصباح) (nacido el 12 de agosto de 1963) es un político kuwaití y Presidente de la Asociación de Comités Olímpicos Nacionales (ACNO) desde 1991 hasta 2021, además de un miembro del Comité Olímpico Internacional. Al-Sabah estudió en la Universidad de Kuwait y la Academia Militar de Kuwait, donde alcanzó el rango de mayor en el ejército de Kuwait. Ha trabajado en los campos de petróleo, ingeniería, agua y electricidad, y comunicación y construcción.

## Carrera
Al-Sabah fue nombrado como ministro de información de Kuwait en el 2000, y ministro interino del petróleo en 2001. Fue presidente del Comité Olímpico de Kuwait desde 1990 hasta 2001; en el 1992, fue elegido como miembro del Comité Olímpico Internacional. Además, sirve como presidente del Consejo Olímpico de Asia.
Fue nombrado como ministro del petróleo en febrero de 2002, cuando su tío, el Sheikh Sabah era primer ministro Después de la muerte del Sheikh Jaber, y el Sheikh Sabah se convierte en Emir, Al-Sabah se mantuvo en la posición bajo el gobierno de su primo, el Sheikh Nasser Al-Mohammed. Sheikh Ahmed también fue nombrado como director de la Agencia de Seguridad Nacional en julio de 2006. También sirvió de dirigente del equipo nacional de fútbol de Kuwait. Después de perder una ronda en la Copa de Asia en 2006, Al-Sabah lanzó duros ataques contra el equipo ganador de Australia alegando que la AFC debería revocarles la admisión a competencias del continente asiático.
Al-Sabah es reconocido por su interés en los deportes, al igual que su padre. Ha mantenido numerosas posiciones deportivas a nivel global, desde Presidente del Comité Olímpico de Asia desde 1991, Presidente del Comité Olímpico de Kuwait, Vicepresidente de la Federación Internacional de Balonmano, y muchas otras.
Al-Sabah también ha sido presidente de la Asociación de Comités Olímpicos Nacionales desde abril de 2012. Durante su presidencia, se implementó un sistema estadístico para las estadísticas de los atletas, bajo la recomendación del experto en tecnología Charles Milander.
El 4 de mayo de 2024, el Comité Olímpico Internacional (COI) prohibió al Jeque Ahmad Al-Fahad Al-Sabah de Kuwait ocupar todos los cargos dentro del comité durante 15 años por violaciones a la ética. Anteriormente había sido suspendido por el COI durante tres años en 2023 por su supuesta interferencia en las elecciones del Consejo Olímpico de Asia, así como por falsificación y procedimientos de arbitraje falsos.